# Prix Nelly-Sachs
Ne doit pas être confondu avec Prix Nelly Sachs de traduction littéraire.
Le prix Nelly-Sachs est un prix littéraire décerné par la ville de Dortmund en Allemagne en l'honneur de l'écrivaine Nelly Sachs. Il est décerné tous les deux ans en décembre depuis 1961. 

## Présentation
Le prix Nelly-Sachs honore les auteurs pour leurs contributions littéraires exceptionnelles dans le domaine de la vie littéraire et intellectuelle et qui vise en particulier à améliorer les relations culturelles et la compréhension entre les peuples, et particulièrement la promotion du travail culturel international comme un élément nouveau et de liaison entre les peuples. Le prix distingue les écrivains qui ont abordé la tolérance spirituelle et la réconciliation entre les peuples dans leur vie et leur travail.
Le prix est doté de 15 000 euros. En raison de la situation budgétaire, le prix n'a pas pu être décerné en 2009 et le lauréat désigné pour 2009 n'a pu recevoir le prix qu'en 2010.

## Polémique
En 2019, le prix devait être décerné à l'écrivaine Kamila Shamsie. Après des protestations contre la remise de ce prix, le jury a annoncé qu'il réexaminerait le prix et a annoncé après l'examen qu'il n'y aurait pas de prix en 2019. Le jury a expliqué : « Le positionnement politique de Kamila Shamsie de participer activement au boycott culturel dans le cadre de la campagne "BDS" (Boycott, désinvestissement et sanctions) contre le gouvernement israélien est en contradiction flagrante avec les objectifs statutaires du prix et avec l'esprit Nelly Sach ». En réponse à la décision du jury de ne plus lui attribuer ce prix littéraire, Kamila Shamsie a déclaré: « Lors des élections israéliennes qui viennent de se terminer, Benyamin Netanyahou  a annoncé son intention d'annexer jusqu'à un tiers de la Cisjordanie, en violation du droit international et l'objection de son adversaire politique Benny Gantz à cela était que Netanyahu avait volé son idée ; cela faisait suite au meurtre de deux adolescents palestiniens par les forces israéliennes, qui a été qualifié d'« épouvantable » par le coordinateur spécial de l'ONU pour le processus de paix au Moyen-Orient. Dans ce contexte politique, le jury a choisi de retirer le prix à moi sur la base de mon soutien à une campagne non violente pour faire pression sur le gouvernement israélien. » ». Dans une lettre ouverte publiée dans la London Review of Books, plus de 250 auteurs internationaux se sont alors opposés à la décision du jury.

## Lauréats
- 1961 Nelly Sachs
- 1963 Johanna Moosdorf
- 1965 Max Tau
- 1967 Alfred Andersch
- 1969 Giorgio Bassani
- 1971 Ilse Aichinger
- 1973 Paul Schallück
- 1975 Elias Canetti
- 1977 Hermann Kesten
- 1979 Erich Fromm
- 1981 Horst Bienek
- 1983 Hilde Domin
- 1985 Nadine Gordimer
- 1987 Milan Kundera
- 1989 Andrzej Szczypiorski
- 1991 David Grossman
- 1993 Juan Goytisolo
- 1995 Michael Ondaatje
- 1997 Javier Marías
- 1999 Christa Wolf
- 2001 Georges-Arthur Goldschmidt
- 2003 Per Olov Enquist
- 2005 Aharon Appelfeld
- 2007 Rafik Schami
- 2009 Margaret Atwood
- 2011 Norman Manea
- 2013 Abbas Khider
- 2015 Marie NDiaye
- 2017 Bakhtiar Ali
- 2019 Vergabe ausgesetzt
- 2021 Katerina Poladjan
- 2023 Saša Stanišić[5]